# Дрогобычский район
Дрого́бычский райо́н (укр. Дрогобицький район) — административная единица Львовской области Украины. Административный центр — город Дрогобыч.

## География

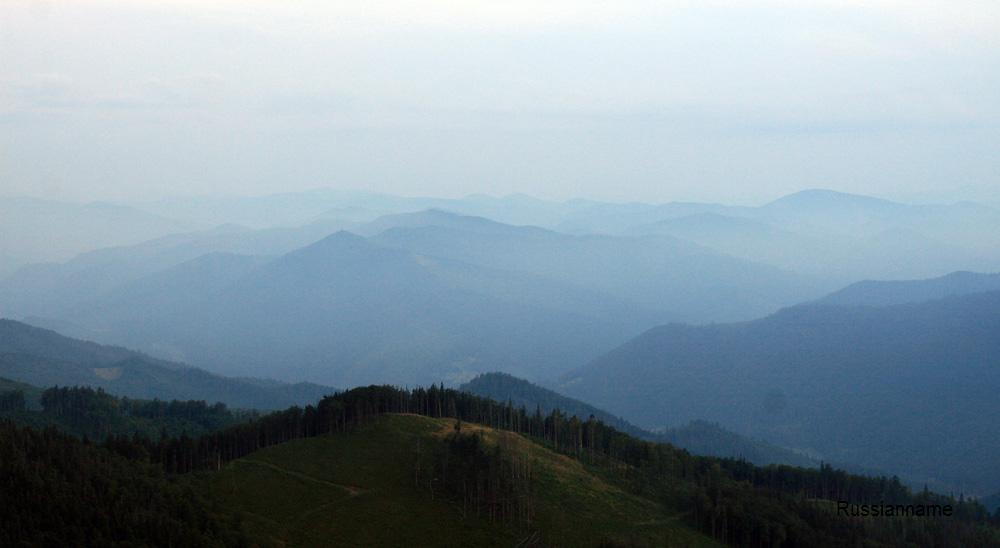
Ландшафт южной части района в окрестностях Тустани

Дрогобычский район расположен в юго-западной части Львовской области, в зоне предгорьев и горных Карпат. Район граничит на востоке со Стрыйским районом, на севере — со Львовским районом, на западе — с Самборским районом.
Восемь сельских советов Дрогобыччины имеют статус горных. Территория и население всех этих трёх городов не входят в общую территорию и численность населения района. Через территорию Дрогобычского района протекают реки Стрый, Тисменица, Быстрица, Бар, Колодница и Солоница.
Территория района вытянута с севера на юг на 36 км, с запада к восток — на 48 км. В современных границах Дрогобычский район занимает 149 340 га или 1493,4 км², в том числе горная часть района — 27 879 га. В пределах района выделяются три агропочвенные зоны — северная (Приднестрянская), южная (предгорье Дрогобычская) и горная.
Наибольшую территорию (свыше 22 тыс. га) занимает южная зона предгорья с дерново-подзолистыми, которые составляют 38,5 % всех сельскохозяйственных угодий. Северная (Приднестрянская) низинная зона дерново-подзолистых и луговых, преимущественно суглинистых почв занимает 30 % всех сельскохозяйственных угодий. Горная зона бурых горно-лесных и дерново-бурозелёных суглинистых почв занимает 31,5 % всех сельскохозяйственных угодий. Рельеф территории района представляет собой гористую местность, разделённую многочисленными ручьями на отдельные водораздельные плато с пологими или обрывистыми склонами. Основные породы деревьев, произрастающих в Дрогобычском районе: дуб — 30 %, пихта — 21 %, бук — 23 % и ель — 15 %.
Район богат залежами сырья для производства кирпича, черепицы, нефти, газа, песчано-гравиевми материалами и источниками минеральной воды. На территории района есть Сходницкое нефтяное месторождение, практически исчерпанное.
На территории района находится национальный природный парк «Травяная долина».

## История
Район был образован в УССР в 1940 году. 21 января 1959 года к Дрогобычскому району была присоединена часть территории упразднённого Дублянского района, а 23 сентября 1959 года — часть территории упразднённого Меденицкого района.
17 июля 2020 года в результате административно-территориальной реформы район был укрупнён, в его состав вошли территории:
- Дрогобычского района,
- Оровский сельский совет Сколевского района,
- Головский и Ластовский сельские советы Турковского района,
- а также городов областного значения Дрогобыч, Борислав и Трускавец.

## Население
Численность населения района в укрупнённых границах — 239,0 тыс. человек.
Численность населения района в границах до 17 июля 2020 года по состоянию на 1 января 2020 года — 73 993 человека, из них городского населения — 6722 человека, сельского — 67 271 человек.
По результатам всеукраинской переписи населения 2001 года в районе проживало 76,3 тысяч человек (97,9 % по отношению к переписи 1989 года), из них украинцев — 75,7 тысяч человек (99,2 %), поляков — 0,3 тысяч человек (0,4 %), русских — 0,2 тысяч человек (0,3 %)..

## Административное устройство
Район в укрупнённых границах с 17 июля 2020 года делится на 5 территориальных общин, в том числе 3 городские и 2 поселковые общины (в скобках — их административные центры):
- Городские:
  - Дрогобычская городская община (город Дрогобыч),
  - Бориславская городская община (город Борислав),
  - Трускавецкая городская община (город Трускавец);
- Поселковые:
  - Меденичская поселковая община (посёлок Меденичи),
  - Сходницкая поселковая община (посёлок Сходница).

## Экономика
Район является сугубо сельскохозяйственным. В пользовании крестьян находятся 64 тыс. сельскохозяйственных угодий. Практикуется как полеводство, так и скотоводство. Промышленное производство занимает незначительную частицу в экономике района. Ведущая отрасль промышленности — хлебопекарская. Важными промышленными центрами области являются анклавно расположенные в пределах района города областного подчинения Дрогобыч и Борислав; г. Трускавце находится курорт международного значения.